# Премия Ротшильда
Премия Ротшильда (ивр. פרס רוטשילד‎) — израильская премия, присуждаемая благотворительным фондом «Яд ха-Надив» (благотворительный фонд семьи Ротшильдов в Израиле) с 1959 года в девяти областях: инженерном деле, сельском хозяйстве, социальных науках, науках о жизни, еврейских науках, химических науках , физических науках , гуманитарных науках и математике . Награды вручаются раз в два года, но области делятся на две группы, так что каждая область повторяется раз в четыре года, и награждается за оригинальную и выдающуюся исследовательскую работу.
Консультативный совет премии назначается сроком на четыре года и состоит из председателя и восьми членов. Председателем премии является профессор Шафи Гольдвассер, занимающий эту должность с 2015 года. Другими членами совета, по состоянию на 2019 год, являются представитель лорда Ротшильда профессор Менахем Яари, представитель премьер-министра Израиля доктор Лея Несс, представитель Совета попечителей Института науки имени Вейцмана профессор Эли Зельдов, представитель президента Национальной академии наук Израиля профессор Маргалит Финкельберг, представитель министра образования Израиля профессор Хаим Тейтельбаум, представитель Попечительскиого совета Еврейского университета Иерусалима профессор Дафна Левинсон-Замир, представитель Попечительского совета Техниона профессор Шимон Брэндон и представитель Попечительского совета Тель-Авивского университета профессор Нога Алон . Предыдущими председателями были доктор Шнеор Залман Абрамов (1984–1992) и профессора Дон Патинкин (1993–1994), Михаэль Бруно (1996–1995), Илан Хат (2002–1997), Йехудит Бирак (2004–2010) и Эйтан Кольберг (2011-2015).
Кандидатов на награждение могут выдвигать: руководители университетов Израиля, деканы факультетов университетов Израиля, заведующие соответствующими департаментами и отделениями и члены Национальной академии наук Израиля, а также любые лицо, удостоенное премии Ротшильда в прошлом, при условии, что оно выдвигает кандидата в той области, в которой он получил премию. В 2012 году размер премии составляет 50 000 долларов США на каждого победителя.